# Partido Nacional del Pueblo Alemán
El Partido Popular Nacional Alemán (DNVP, del alemán Deutschnationale Volkspartei) fue un partido político alemán de ideología conservadora nacionalista y populista de derecha que existió en Alemania durante la República de Weimar (de 1918 a 1933). Antes del ascenso del NSDAP, era el principal partido conservador y nacionalista de Alemania durante dicho período. Era una alianza de conservadores, nacionalistas y partidarios de la monarquía alemana, además del movimiento völkisch y elementos antisemitas apoyados por la Liga Pangermana. Ideológicamente, el partido se describía como partidario del conservadurismo autoritario, el nacionalismo alemány a partir de 1931, también del corporativismo en política económica. Apoyaba ideas anticomunistas, anticatólicas, antisemitas y monárquicas. En el espectro político izquierda-derecha, pertenecía a esta última, siendo clasificado como de extrema derecha en sus primeros años y luego en la década de 1930, cuando se desplazó aún más hacia la derecha. 
El partido fue apoyado por el Stahlhelm o Cascos de Acero, una milicia paramilitar.

## Posturas
El partido se opuso al Tratado de Versalles y a la constitución de la República de Weimar. Dio soporte a la restauración de la monarquía, a la leyenda de la puñalada por la espalda y al golpe de Estado de Kapp. El partido votó por la presidencia de Paul von Hindenburg y en contra del Plan Young. Partes del partido votaron a favor del Plan Dawes. Fue crítico en el poder de los sindicatos.

## Historia
Fundado en noviembre de 1918 con el apoyo de magnates industriales, como Hugo Stinnes, y con miembros del Partido Conservador Alemán, integró también a antiguos miembros de otros partidos de derechas. En el contexto de la disolución del Imperio alemán y la Revolución de Noviembre, el partido surgió como una unión de varios pequeños partidos de derechas, la mayoría de los cuales albergaba temores generalizados de que la sociedad alemana estaba al borde de la destrucción.
En las elecciones generales de 1920, el DNVP obtuvo 71 escaños en el Reichstag. Posteriormente, en los comicios de diciembre de 1924, esa cifra aumentó hasta los 103, lo que lo convirtió en el segundo partido con mayor representación.
De ideología nacionalista y conservadora, se mantuvo en oposición a la Coalición de Weimar e hizo campaña contra el Tratado de Locarno y el Plan Young. Fue el partido situado más a la derecha del espectro político antes del ascenso del partido nazi (NSDAP) de Adolf Hitler. El auge electoral de este partido le restó votos e influencia, en las últimas elecciones federales antes del ascenso de Adolf Hitler, el DNVP sólo obtuvo 52 escaños.
Cuando Adolf Hitler fue nombrado Canciller en enero de 1933, invitó al DNVP a unirse a su gobierno de coalición y nombró a su entonces líder, el rico magnate de la prensa Alfred Hugenberg, ministro de Agricultura y Economía.
El 23 de marzo de 1933, todos los miembros del DNVP en el Reichstag votaron a favor de la Ley de Plenos Poderes que dio al gobierno de Hitler facultades dictatoriales.
Para junio de ese mismo año, la actuación del partido en el gobierno de Hitler había sido minimizada, el DNVP fue entonces disuelto (el 27 de junio de 1933), y sus miembros integrados al partido nazi o expulsados.

## Líderes
- Oskar Hergt (1918–1924)
- Johann Friedrich Winckler (1924–1926)
- Kuno Graf von Westarp (1926–1928)
- Alfred Hugenberg (1928–1933)

## Resultados electorales
| Elecciones | # de votos     | % de votos | Escaños | Variación | Gobierno                             | Notas                                                  |
| ---------- | -------------- | ---------- | ------- | --------- | ------------------------------------ | ------------------------------------------------------ |
| 1919       | 3.121.479 (#4) | 10,27%     | 44/423  |           | Oposición                            |                                                        |
| 1920       | 4.249.100 (#3) | 15,07%     | 71/459  | 27        | Oposición                            |                                                        |
| May.-1924  | 5.696.475 (#2) | 19,45%     | 95/472  | 24        | Bloqueo parlamentario                |                                                        |
| Dic.-1924  | 6.205.802 (#2) | 20,49%     | 103/493 | 8         | Coalición (DNVP-Zentrum-DVP-DDP-BVP) |                                                        |
| 1928       | 4.381.563 (#2) | 14,25%     | 73/491  | 30        | Oposición                            |                                                        |
| 1930       | 2.457.686 (#5) | 7,03%      | 41/577  | 32        | Oposición                            |                                                        |
| Jul.-1932  | 2.178.024 (#5) | 5,91%      | 37/608  | 4         | Bloqueo parlamentario                |                                                        |
| Nov.-1932  | 2.959.053 (#5) | 8,34%      | 51/584  | 14        | Bloqueo parlamentario                |                                                        |
| Mar.-1933  | 3.136.760 (#5) | 7,97%      | 52/647  | 1         | Coalición (NSDAP-DNVP)               | En coalición con el "Stahlhelm" y la Liga Agricultora. |